# Carlota (rebellenleider)

Een kaart met de provincie Matanzas, waar de slavenopstand heeft plaatsgevonden.

Carlota Lucumí, ook bekend als La Negra Carlota (overleden november 1844) was een in West-Afrika geboren tot slaaf gemaakte Cubaanse verzetsstrijdster. Ze behoorde tot het Yoruba-volk.

## Verzet tegen slavernij
Carlota stond, samen met mede-tot slaaf gemaakte Ferminia Lucumí, bekend als een van de leiders van de slavenopstand op de plantage Triunvirato in Matanzas, Cuba, tijdens het Jaar van de Zweepslagen in 1843-1844. Samen met een aantal anderen leidde Carlota op 5 november 1843 de slavenopstand van de suikermolen "Triunvirato".
De herinnering aan haar is door de Cubaanse regering gebruikt voor politieke doelen in de 20e eeuw, met name bij Operatie Carlota, Cuba's interventie in Angola in 1975. Er is eigenlijk weinig bekend over het leven van Carlota vanwege de beperkte beschikbaarheid van bronnen in archieven. De meeste informatie over Carlota en haar tijdgenoten is te vinden in noteringen van getuigenissen van slaven. Dit maakt het moeilijk om goed inzicht te krijgen in haar betrokkenheid bij de slavenopstand van 1843, laat staan om een gedetailleerde biografie te schrijven. Volgens wetenschappers is zij belangrijk vanwege haar rol als vrouw in de door mannen gedomineerde slavenopstand en vanwege de manier waarop de herinnering aan haar leeft in de Cubaanse maatschappij. 
Carlota en de opstand op de plantage Triunvirato worden geëerd als onderdeel van het UNESCO Slavenroute-project door middel van een sculptuur op de plantage Triunvirato, die sindsdien is veranderd in een monument en museum.

## Biografie en belang
Carlota is misschien wel de beroemdste persoon in de Triunvirato-opstand. Ze staat, naast Eduardo, Narciso en Felipe Lucumí en Manuel Gangá, bekend om haar leiderschap in die slavenopstand. Deze opstand was de laatste in een reeks slavenopstanden 1843 en 1844, die bekend staat als La Escalera. Die resulteerde in een gewelddadige golf van repressie tegen tot slaaf gemaakte mensen en vrije mensen van kleur door de Spaanse koloniale regering en andere blanken.
Buiten haar betrokkenheid bij de opstand is er weinig bekend over haar leven. Ze was een in Afrika geboren Lucumí-vrouw, haar geboortedatum is onbekend. Ze stierf in de strijd aan het einde van de opstand nadat deze zich had verplaatst naar de San Rafael-plantage.
Volgens onderzoek over het onderwerp verwierf Carlota de steun van massa's slaven waardoor de opstand van de Triunvirato-plantage naar de naburige Acaná-plantage werd uitgebreid en tegen het einde van de opstand in totaal vijf plantages bereikte.  Uit veel van de slavengetuigenissen die na de opstand werden verzameld, bleek dat veel slaven haar kenden vanwege haar gewelddadige aanval op de dochter van de opzichter. Verschillende Cubaanse wetenschappers noemen haar een martelares die stierf in de strijd voor vrijheid, en wier nagedachtenis is ingezet om slavenopstanden te presenteren als een natuurlijke voorbode van de Cubaanse socialistische revolutie van 1959. 

## Vrouw
Carlota en een andere slaaf, Firmina, waren twee vrouwen die met een aantal mannen de slavenopstand op de Triunvirato-plantage organiseerden en uitvoerden.  Wetenschappers karakteriseren slavenopstanden over het algemeen als een behoorlijk mannelijke en gewelddadige aangelegenheid. Tot slaaf gemaakte vrouwen zoals Carlota en Firmina verstoren de aanname dat slavenopstanden alleen werden georganiseerd en uitgevoerd door mannen. Door als leider op te treden en uiteindelijk te worden gezien als martelaar van de Triunvirato-opstand, werd Carlota in de Cubaanse herinnering een symbool van een sterke vrouw.

## Triunvirato-opstand
De Triunvirato-opstand was er een in een reeks slavenopstanden in heel Cuba in 1843. Ze werden gekenmerkt door massaal geweld tegen blanke opzichters en plantagehouders, evenals enorme materiële schade. De reeks opstanden waar Triunvirato deel van uitmaakte staat bekend als La Escalera, wat ladder betekent in het Spaans. De naam is afgeleid van het gereedschap waar verdachten aan vast werden gebonden om ondervraagd te worden met behulp van zweepslagen, tijdens de golf van repressie die volgde op het gewelddadige einde van de opstand. La Escalera, en daarmee de Triunvirato-opstand, zijn belangrijk voor de Cubaanse geschiedenis omdat ze het hoogtepunt van de blanke angst voor slavenopstand markeerden en de laatste fase waren van een reeks slavenopstanden gedurende de eerste helft van de 19e eeuw. Opstanden zouden niet weer plaatsvinden tot het begin van Cuba's onafhankelijkheidsbeweging tegen Spanje in 1868.
Veranderende politieke en economische omstandigheden in Cuba in de eerste helft van de negentiende eeuw leidden tot een golf van slavenopstanden in de jaren 1830 en 1840. Historici verschillen van mening over de oorzaken van de opstanden. Sommigen noemen als belangrijkste drijfveren de intensivering van de landbouw in plantagestijl, het toenemende aantal tot slaaf gemaakte mensen die in die periode naar Cuba werden verhandeld en de verspreiding van nieuws en ideologieën onder gekleurde mensen op het eiland. Andere historici benadrukken de impact van de onafhankelijkheidsbeweging en de afschaffing van de slavernij op het naburige Caribische eiland Haïti. Weer anderen trekken een directe lijn tussen eerdere Cubaanse slavenopstanden die eeuw, zoals de Aponte-opstand in 1812 onder leiding van José Antonio Aponte. Het is onmogelijk om precies te weten welke omstandigheden hebben geleid tot de slavenopstanden die La Escalera vormden.
Anderzijds bestaan er ook teksten die beweren dat het een massale samenzwering van de Cubaanse regering was om de onderdrukking van gekleurde mensen in die tijd te rechtvaardigen, zonder dat er daadwerkelijk slavenverzet plaatsvond. Het doel daarvan was om elke kennis van slavenbeweging voor vrijheid uit te wissen.

## Methodologische moeilijkheden
Het merendeel van de informatie die is verzameld over La Escalera en de rol die Carlota Lucumí speelde bij het aanzetten tot slavenopstand, is afkomstig van getuigenissen van slaven en andere archiefdocumenten. Het is een probleem dat in het verleden getuigenissen van slaven als werden feiten gezien. Dit aangezien slavengetuigenissen gewoonlijk werden afgelegd in tijden van intense repressie, waarbij sprake was van hiërarchische (zo niet gewelddadige) machtsverhoudingen tussen koloniale ambtenaren en slaven. Slaven gaven vaak strategische antwoorden om te overleven, die vervolgens werden genoteerd door een bemiddelaar met ongetwijfeld andere doelen en vooroordelen dan de persoon wiens getuigenis werd geschreven. Historicus Aisha Finch wijst op de ironie van het interpreteren van de ervaringen van tot slaaf gemaakte mensen op basis van de geschriften en verslagen van de mensen die hen hebben onderdrukt en geweld hebben toegebracht. Finch verwijst naar documenten die destijds door blanke functionarissen zijn gemaakt als "fictief" vanwege hun zeer bevooroordeelde en gewelddadige karakter. Auteurs en historici hebben er inmiddels wel aan gewerkt om archiefdocumenten meer kritisch te lezen teneinde een meer genuanceerd perspectief op het materiaal te krijgen.
In veel wetenschappelijke analyses van La Escalera worden zowel Carlota als Ferminia slechts kort genoemd of helemaal niet. Zo heeft Carlota, in de analyse van de Triunvirato-opstand door de Cubaanse historicus José Luciano Franco, een bijrol vergeleken met de mannelijke leiders van de opstand. Ook wordt Carlota nauwelijks genoemd in andere teksten over de opstand, zoals Triunvirato - Historia de un Rincon Azucarero de Cuba van Ricardo Vazquez en Manuel Barcia 's Seeds of Insurrection. Wel heeft Barcia sindsdien haar rol en die van haar co-leider Ferminia Lucumí besproken in West African Warfare in Bahia and Cuba: Soldier Slaves in the Atlantic World, uit 2014. De meest voorkomende verwijzing naar Carlota in de literatuur is Cuba's interventie in Angola, naar haar vernoemd als Operación Carlota . Daarnaast zijn getuigenissen van en over vrouwen schaars in het archief.

## De nalatenschap van Carlota
Lang na de slavenopstanden werd haar nagedachtenis ingezet door de postrevolutionaire Cubaanse staat. Cuba vernoemde hun interventie in Angola om de Angolezen te helpen bij hun onafhankelijkheidsstrijd in 1974 naar haar: Operación Carlota. Historici als Myra Ann Houser hebben laten zien hoe Fidel Castro en zijn revolutionaire regering het verhaal van Carlota en het opstandige verleden van Cuba gebruikten om hun politieke doelen te ondersteunen.  Castro zag de parallel in het beeld van de onderdrukten die in opstand kwamen om de onderdrukker te verslaan, zoals tot slaaf gemaakte mensen in Cuba gedurende de 19e eeuw hadden gedaan. Dit wordt geïllustreerd in de analyse van de Triunvirato-opstand door de Cubaanse historicus José Luciano Franco, waarin hij de slaven die in de 19e eeuw tot rebellie hebben aangezet expliciet "voorlopers" van de revolutie van 1959 noemt. Franco haalt daarbij Fidel Castro's toespraken aan waarin hij Cuba's slavenverleden in verband brengt met zijn revolutionaire doelstellingen. Deze conceptualisering van de geschiedenis kenmerkte Castro's visie op Cuba en zijn revolutionaire ideologie, waarbij hij de Verenigde Staten afschilderde als de ultieme imperiale macht en onderdrukker en naties als Cuba en Angola als de onderdrukten die ertegen in opstand kwamen.
Ook was het geen toeval dat ze de naam gebruikten van een in Afrika geboren Cubaanse slavin bij de interventie in Afrika. Castro legde deze verbinding om Cuba's interventie in Angola te presenteren als een soort thuiskomst, of wraak, van de Afro-afstammelingen in Cuba. De revolutionaire regering zette deze "aanspraak op wortels" in gang om haar tussenkomst in de Afrikaanse natie te rechtvaardigen. Castro kon dit doen dankzij de specifieke opvatting van rassenrelaties in Cuba in die tijd, die de nadruk legde op Cubanidad, Cubaans zijn,  boven raciale identiteit. Ideeën van natievorming hadden voorrang op raciale verdeeldheid, waardoor Castro kon betogen dat Cuba's Afrikaanse verleden in de 20e eeuw alle burgers in gelijke mate treft, en zo een "terugkeer" naar Angola in de jaren zeventig rechtvaardigde. Door de 19e-eeuwse slavenstrijd voor vrijheid, Cuba's 20e-eeuwse strijd tegen het westerse neokolonialisme en Afrika's 20e-eeuwse strijd voor onafhankelijkheid met elkaar te verbinden, bleek Carlota's nagedachtenis een nuttig hulpmiddel om Cubaanse revolutionaire idealen te bevorderen.
Na Operación Carlota in Angola, kwam Carlota weer in beeld door het Slavenroute-project van UNESCO. Het Slavenroute-project is bedoeld "om de stilte te doorbreken rond de slavenhandel en slavernij die alle continenten bezighoudt en de grote omwentelingen veroorzaakte die onze moderne samenlevingen hebben gevormd".  Het project is opgezet om de geschiedenis van de slavernij beter te belichten, te begrijpen welke wereldwijde transformaties uit de erfenis ervan voortkwamen, en bij te dragen aan een internationale cultuur van vrede.
In 1991 werd een gedenkteken opgericht op de plantage Triunvirato waar de opstand plaatsvond, ter herdenking van het leiderschap van de rebellenslaven. Het monument bij Triunvirato werd opgericht ter ere van Carlota en de invloed die Cubaanse slaven hebben gehad op de Cubaanse samenleving en cultuur van vandaag.
In 2015 werd het Triunvirato-monument gebruikt als locatie om de 40ste verjaardag van Operación Carlota te vieren. Dit illustreert hoezeer Carlota's imago in de Cubaanse herinnering verbonden is met de interventie in Afrika. Carlota blijft in het Cubaanse collectieve geheugen gestold als een belichaming van Cubaanse revolutionaire idealen.